# Китката (Чирпански възвишения)
Китката е най-високият връх на Чирпанските възвишения, издига се на 650,4 m на 2,5 km северозападно от село Средно градище, община Чирпан.
Климатът е преходно-континентален с мека зима, с краткотрайна снежна покривка и топло лято. Почвите са предимно канелени горски. Върхът е обезлесен. В подножието се отглеждат лавандула, слънчогледи и лозя.